# Shahab Hosseini
Seyed Shahabedin Hosseini Tonekaboni (em persa: شهاب حسینی) conhecido como Shahab Hosseini é um actor e director iraniano nascido a 3 de fevereiro de 1974, em Teerão. É uma personagem muito popular no seu país, mas também goza de fama internacional pelas suas colaborações com o escritor e director iraniano Asghar Farhadi em Acerca de Elly (2008), Uma Separação (2011), e O Vendedor (2016). Tem ganho o Urso de Prata ao Melhor Actor por Uma Separação juntamente com o elenco masculino no 61º Festival de Cinema de Berlim, e o Prémio a Melhor Actor no Festival de Cinema de Cannes de 2016 pelo seu papel em O Vendedor. Shahab, pela primeira vez, ganhou o prémio Crystal Simorgh pelo filme Superstar (2009) . Em 2013, estreou-se como director.

## Biografia
Shahab Hosseini nasceu a 3 de fevereiro de 1974, em Teerão. Obteve o seu diploma da escola secundária em Biologia. Foi um estudante de psicologia na Universidade de Teerão, que deixou para emigrar para o Canadá. Por sua vez, terminou como locutor de rádio no Irão. De seguida foi apresentador de um programa para público juvenil e alguns pequenos papéis como actor num par de séries de televisão. a sua estreia cinematográfica foi em Rokhsareh 2002. A sua carreira descolou com a sua actuação em The Fifth Reaction (2003) do director Tahmineh Milani. Em junho de 2011, anunciou-se que ia tirar férias do cinema, mas poderia voltar ao cinema em 2013.
Está casado com Parichehr Ghanbari desde 1996 e tem dois filhos, Mohammad Amin, nascido a 3 de fevereiro de 2004 e Amir Ali, nascido a 11 de agosto de 2011.

## Filmografia

### Cinema
| Ano  | Título                      | Papel                 |
| ---- | --------------------------- | --------------------- |
| 2002 | Rokhsareh                   | Mahan Farzam          |
| 2002 | Adamakha                    | Morem                 |
| 2002 | This women doesn’t talk     | Mani                  |
| 2003 | Zahr-e Asal                 | Shahin                |
| 2003 | A Candle in the Wind        | Babak                 |
| 2003 | The Fifth Reaction          | Majid                 |
| 2003 | Elahe-ye Zigorat            | Bahram                |
| 2003 | Gheseye Eshgh               | Mehrdad               |
| 2004 | Gardab                      | Homayoun              |
| 2005 | Salvation at 8:20           | Foad                  |
| 2005 | Homicide Online             | Kamran                |
| 2005 | Pishnahad Panjah Milioni    | Barmak "Bari" Rahnama |
| 2005 | Baghe Aloche                |                       |
| 2006 | Gheyre Montazereh           | Mr.salek              |
| 2006 | Bachehaye Abadi             | Iman                  |
| 2006 | Tangna                      | Hadi                  |
| 2006 | Istgahe Behesht             | Soroush               |
| 2007 | Mahya                       | Javid                 |
| 2007 | Tanhayi                     | Hamid                 |
| 2008 | Flags of Kaveh's Castle     | Sadegh                |
| 2008 | Niloofar                    | Aziz                  |
| 2008 | Gozareshgar                 |                       |
| 2009 | Heartbroken                 | Amir Ali Douram       |
| 2009 | About Elly                  | Ahmad                 |
| 2009 | Superstar                   | Kourosh Zand          |
| 2009 | Anahita                     |                       |
| 2010 | Parse Dar Meh               | Amin                  |
| 2011 | Final Whistle               | Saman                 |
| 2011 | Barf Rooye Shirvani Dagh    | Bahman                |
| 2011 | A Separation                | Hojjat                |
| 2011 | Africa                      | Shahab                |
| 2011 | Panjeh                      |                       |
| 2012 | Just an Hour Ago            |                       |
| 2012 | Someone Wanna Talk To You   | Mostafa               |
| 2012 | Ashghal Haye Doost Dashtani |                       |
| 2012 | The Paternal House          | Naser                 |
| 2012 | Goodbye                     |                       |
| 2012 | Ziba and I                  |                       |
| 2013 | Hush! Girls Don't Scream    | Interrogador          |
| 2013 | The Painting Pool           | Reza                  |
| 2013 | Dream Interpretation        | Maior                 |
| 2014 | Time to Love                | Hamid                 |
| 2014 | Living Middle Class         |                       |
| 2014 | Sweet Taste of Imagination  |                       |
| 2014 | Five Stars                  | Reza                  |
| 2014 | Parallel Shadows            |                       |
| 2015 | Come with Me                |                       |
| 2015 | Final Exam                  |                       |
| 2016 | Gholam                      | Gholam                |
| 2016 | The Salesman                | Emad                  |
| 2016 | My brother Khosrow          | Khosrow               |
| 2016 | Lobby                       |                       |

### Séries de televisão
| Ano       | Título             | Papel             | Rede                                 | Notas e prémios                                                                                       |
| --------- | ------------------ | ----------------- | ------------------------------------ | --- |
| 1999      | Popular Da Família | Mohammad Amin     | IRIB TV2                             | |
| 2000      | Após a Chuva       | Ali Ahmadi        | IRIB TV3                             | |
| 2001      | Jovem Polícia      | Yunes Behgar      | IRIB TV3                             | |
| 2001      | Hamsafar           | Reza              | IRIB TV3                             | |
| 2003      | Tabe Adrs          | Shahab Kianfar    | IRIB TV3                             | |
| 2007      | Zero Graus         | Habib Parsa       | IRIB TV1                             | co-produção (Irão, Hungria, França, Líbano)                                                           |
| 2007      | O Dançar Da Mosca  | Dr Vahid Molaei   | IRIB TV2                             | |
| 2011      | O Deleite do Voo   | Abbas Babaei      | IRIB TV1                             | Prémio especial e Diploma de honra da Resistência do Festival Internacional de Cinema ao Melhor Actor |
| 2014      | Sarzamine Kohan    | Rahi              | IRIB TV3                             | |
| 2015      | Kolah Ghermezi     | Convidado         | IRIB TV2                             | |
| 2015-2018 | Shahrzad           | Ghobad Divansalar | FilmNet Tgpco EM a Produção do Filme | Nomeado para o Prémio Hafez ao Melhor Actor num Drama                                                 |